# راکی فرد (اکلاهما)
راکی فرد(به انگلیسی: Rocky Ford) شهری در ایالت اکلاهما کشور ایالات متحده آمریکا است که جمعیت آن در سرشماری سال ۲۰۱۰ میلادی، ۶۱ نفر بوده‌است.